# Глинур Фрейр Карлссон
Глинур Фрейр Карлссон (ісл. Hlynur Freyr Karlsson, нар. 6 квітня 2004, Коупавогюр, Ісландія) — ісландський футболіст, центральний захисник шведського клубу «Броммапойкарна» та національної збірної Ісландії.

## Ігрова кар'єра

### Клубна
Глинур Фрейр Карлссон є вихованцем ісландського клубу «Брєйдаблік», в складі якого провів одну гру в чемпіонаті Ісландії у 2020 році. В жовтні 2020 року футболіст перейшов до італійської «Болоньї», де провів два роки, граючи за молодіжну команду клубу.
На початку 2023 року Глинут Фрейр повернувся до Ісландії, де приєднався до столичного «Валюра». З яким за  результатами того сезону посів друге місце в чемпіонаті країни.
В січні 2024 року футболіст перебрався до норвезького «Геугесунна» але провів в основі команди лише три гри в чемпіонаті Норвегії і вже влітку 2024 року перейшов до шведського клубу «Броммапойкарна», з яким підписав трирічний контракт.

### Збірна
В грудні 2023 року Глинур Фрейр отримав перший виклик до лав національної збірної Ісландії на товариські матчі. 18 січня 2024 року у матчі проти Гондурасу Глинур Фрейр дебютував у складі національної збірної.